# Barón Zemo
El Barón Zemo es el nombre de varios supervillanos alemanes que aparecen en los cómics estadounidenses publicados por Marvel Comics. Los dos personajes centrales que han usado el título Barón Zemo son Heinrich Zemo y Helmut Zemo. Ambos son los principales adversarios del Capitán América y Los Vengadores y han liderado a los Maestros del Mal. El término también se refiere a una baronía ficticia que abarca varias décadas de la historia del Universo Marvel.
Daniel Brühl interpreta una versión antihéroe de Helmut Zemo para Capitán América: Civil War (2016) y vuelve pero en una miniserie de Disney + para The Falcon and the Winter Soldier (2021).

## Historial de publicaciones
La versión inicial publicada del Barón Zemo fue creada por Stan Lee y Jack Kirby y se vio por primera vez en un flashback en The Avengers # 4 (marzo de 1964); el personaje en realidad no apareció en persona y no fue identificado como Heinrich Zemo hasta The Avengers # 6 (julio de 1964) y Sgt. Fury y sus Comandos Aulladores n.8°, en el mismo mes. Zemo fue agregado retroactivamente a la historia del Capitán América luego de la reintroducción del héroe a la Edad de Plata en dos números anteriores. El personaje aparece posteriormente en The Avengers # 7 (agosto de 1964), # 9-10 (octubre-noviembre de 1964), Tales of Suspense # 60 (diciembre de 1964) y The Avengers # 15 (abril de 1965), en el cual es asesinado.
Desde entonces, Helmut Zemo (el hijo de Heinrich Zemo) usa el título de Barón Zemo desde el Capitán América # 275.
Harbin Zemo, el progenitor de la línea Zemo fue visto por primera vez, a través del flashback, en la serie limitada Avengers / Thunderbolts. La historia de fondo de los once barones antes de Heinrich y Helmut fue tratada más tarde en la serie limitada Thunderbolts Presents: Zemo - Born Better. Hasta ahora, parece que cada barón es sucedido por su hijo. Según las notas de Wendell Volker, Harbin tuvo otros hijos antes de Hademar que no sobrevivieron hasta la edad adulta; Herbert tuvo dos hijos que murieron de enfermedad antes de Helmuth.

## Alias ficticios
- Harbin Zemo: El primer Barón Zemo que estuvo en 1480.[2]
- Hademar Zemo: El segundo Barón Zemo, hijo de Harbin Zemo y el más codicioso de los Zemos. Fue asesinado por los guardias (actuando bajo las órdenes de Heller Zemo) en su toma de posesión.[3]
- Heller Zemo: El tercer Barón Zemo, hijo de Hademar Zemo y el más progresista de los Zemos.[3]
- Herbert Zemo: El cuarto Barón Zemo, hijo de Heller Zemo. Fue asesinado por sus propios generales.[4]
- Helmuth Zemo: El quinto Barón Zemo, hijo de Herbert Zemo. Fue asesinado por Helmut Zemo, desplazado en el tiempo.[4]
- Hackett Zemo: El sexto Barón Zemo, hijo de Helmuth Zemo.[4]
- Hartwig Zemo: El séptimo Barón Zemo, hijo de Hackett Zemo.[4]
- Hilliard Zemo: El octavo Barón Zemo, hijo de Hartwig Zemo.[4]
- Hoffman Zemo: El noveno Barón Zemo, hijo de Hilliard Zemo.[5]
- Hobart Zemo: El décimo Barón Zemo, hijo de Hoffman Zemo.[5]
- Herman Zemo: El undécimo Barón Zemo, hijo de Hobart Zemo.[5]
- Heinrich Zemo: El duodécimo Barón Zemo, hijo de Herman Zemo.
- Helmut Zemo: El decimotercero y moderno Barón Zemo, hijo de Heinrich Zemo.

## Biografía del personaje ficticio

### Baronía de Zemo
La baronía de Zemo comenzó en Zeulniz, Alemania, en 1480, cuando Harbin Zemo, el granero de la carga y ministerial de la ciudad, tomó prestada una armadura y se mantuvo solo contra una horda invasora de asaltantes eslavos. Harbin mató a toda la horda e impresionó al emperador del Sacro Imperio Romano, que fue elevado a la nobleza y le concedió a Zeulniz. Con el paso del tiempo, Harbin Zemo se irritó y se cansó de las exigencias de la baronía. Harbin murió de viejo en 1503 y fue sucedido por su hijo Hademar. Hademar era un hombre débil que nunca había visto una batalla pero que estaba demasiado ansioso por convertirse en el próximo barón. Poco después de la muerte de Harbin, Hademar fue nombrado barón. El hijo de Hademar, Heller, de doce años, conspiró para matar a su padre y pronto se convirtió en el próximo barón gracias a la ayuda de Helmut Zemo, su descendiente que viajaba en el tiempo. La historia considera a Heller como el más progresivo de los 13 barones de la línea Zemo.
Los siguientes viajes de Helmut lo llevaron a la batalla en 1556 junto con el hijo de Heller, Herbert Zemo, que era un guerrero orgulloso, asesinó al hijo de Herbert Helmuth Zemo en 1640 y escapó por poco de la muerte a manos del hijo de Helmuth Hackett Zemo en 1710.
Helmut llegó más tarde al castillo Zemo en la década de 1760, cuando el séptimo barón, Hartwig Zemo, murió en la batalla durante la Guerra de los Siete Años. Helmut comenzó a observar al hijo de Hartwig, Hilliard, mientras se casaba con Elsbeth Kleinenshvitz, la hija de un comerciante judío cuya familia había trabajado para la familia Zemo desde el comienzo de la baronía. Después de la muerte de Hartwig, Hilliard se convirtió en el octavo barón y se vio obligado a volverse contra Elsbeth y su familia. Los hombres leales a la baronía asesinaron a la familia de Elsbeth para evitar que se volvieran demasiado poderosos. Una embarazada Elsbeth fue salvada por Helmut Zemo, quien todavía viajaba en el tiempo. Hilliard luego se casaría con una chica austríaca llamada Gretchen.
Helmut se ve luego en 1879 como miembro de la guardia de viaje del décimo Barón Zemo, Hobart. Helmut había trabajado para Hobart durante varias semanas y rutinariamente tenía que defender a Hobart de los intentos de asesinato de civiles. Los disturbios se habían desatado en el Imperio alemán después de que Guillermo I, el emperador alemán, promulgara leyes para frenar el socialismo después de los intentos contra la vida de William. Los plebeyos se enojaron con los nobles, incluido Hobart, a pesar de que Hobart luchó por sus derechos. Helmut Zemo saltó a otro momento y no pudo salvar a Hobart de la muerte.
Helmut llegó luego durante la Primera Guerra Mundial para conocer a su abuelo, el Barón Herman Zemo. Herman estaba defendiendo a Alemania contra un batallón de soldados británicos liderado por el Union Jack original. Helmut presenció cómo su abuelo empleaba su propia mezcla de gas mostaza contra las tropas británicas y observaba cómo morían en agonía (Union Jack ya había huido de la batalla). Helmut fue con Herman y sus hombres de regreso al Castillo Zemo para encontrarlo devastado. Helmut saltó a su siguiente período de tiempo para ver el papel de su padre en la Alemania nazi.

### Heinrich Zemo y Helmut Zemo
El Duodécimo Barón Zemo, Heinrich Zemo es representado como uno de los mejores científicos en el Partido Nazi. Zemo luchó contra el Capitán América y sus aliados los Comandos Aulladores durante la Segunda Guerra Mundial. Un genio científico brillante y sádico, Zemo creó muchas armas de destrucción masiva para el ejército de Hitler.
En un intento por recuperar el nivel de anonimato, Zemo comenzó a usar una capucha de color rosa rojizo sobre su rostro mientras continuaba construyendo armas para los nazis. Sus actividades finalmente atrajeron la atención del Capitán América, lo que resultó en una confrontación justo cuando Heinrich estaba listo para revelar su nuevo avance científico: Adhesivo X, un adhesivo extremadamente fuerte que no podía ser disuelto o eliminado por ningún proceso conocido en ese momento; Fue solo después de la guerra que el villano que usaba adhesivos, Traspter, que encontró la forma de neutralizarlo.
Para asegurarse de que los nazis no pudieran usar el Adhesivo X contra las tropas aliadas, el Capitán América se enfrentó a Zemo en un intento de destruir el suministro limitado. El Capitán América arrojó el escudo en la cuba para soltar el adhesivo en el suelo. Zemo, sin embargo, estaba parado justo al lado de la tina que contenía el producto químico, que se derramó sobre su rostro encapuchado. El adhesivo se filtró rápidamente dentro y unió permanentemente la capucha a la carne de Heinrich, evitando que Zemo se quitara la capucha. Creyendo que había matado a su rival por fin, Zemo huyó a Sudamérica cuando Hitler y los nazis cayeron y la Segunda Guerra Mundial terminó. Después de que la máscara se adhirió permanentemente a su rostro, Zemo abandonó a su sufrida esposa e hijo pequeño, hacia quien se había vuelto emocional y físicamente abusivo. Con un ejército de mercenarios leales a él, Zemo esclavizó a una tribu de nativos y vivió como un rey mientras trataba desesperadamente de encontrar un disolvente que le quitara la máscara. Después de décadas pasadas, el Capitán América fue revivido por los Vengadores. Esto hace que Zemo renueve su rivalidad con el Capitán. Entre sus intentos figuraba enviar agentes para tomar el lugar de los participantes de una demostración de combate mano a mano con el Capitán América para capturarlo. Cuando el Capitán América supo que Zemo estaba detrás de este ataque, envió un mensaje burlón al comunicador de los secuaces de Zemo para provocar que el villano se vuelva más descuidadamente agresivo en su contra y así brindar una oportunidad para que el superhéroe trate directamente con el villano.
Heinrich luego formó los Maestros del Mal originales para servir como un homólogo vil de los Vengadores; los otros miembros fundadores incluyeron al malvado Caballero Negro, el Melter y el Hombre Radiactivo que fueron reunidos por su piloto. Intentó que el Adhesivo X se extendiera por Nueva York, pero la Brigada Adolescente se apoderó del piloto de Zemo, lo que le impidió hablar, y luego lo ató para evitar que causara problemas. Cambiaron el adhesivo con removedor hecho por Traspter. Zemo usó el hipno-rayo de su cetro en la Brigada de Adolescentes, colocándolos bajo su control.
En su batalla final con el Capitán América, el Capitán América usó su escudo para desviar los rayos del sol y hacer que Zemo disparara a ciegas. El disparo de su pistola de rayos impactó contra una roca, iniciando una avalancha que lo mató, y el Capitán América sintió que la muerte de Bucky finalmente había sido vengativa.
El duodécimo Barón Zemo, Helmut J. Zemo, el hijo del Barón Heinrich Zemo, siguió los pasos de su padre por la venganza de matar a su padre. Luchando contra el Capitán América muchas veces. Helmut fue entonces responsable de traer de vuelta a los Maestros del Mal y luego formar a los Thunderbolts. Él sigue siendo el actual Barón Zemo.

## Otras versiones

### Avatares: Covenant of the Shield
La miniserie Avataars: Covenant of the Shield, engastada en una versión de espada y hechicería del Universo Marvel, presenta a Dreadlord, una versión alternativa de Zemo, como su principal villano. Dreadlord fue anteriormente Zymo de Z'axis, un general que luchó en la Guerra Mundial. Cuando Z'axis perdió la guerra, Zymo adoptó una nueva identidad y juró que no se quitaría la capucha hasta que Z'axis triunfara una vez más.

### JLA / Avengers
El Barón Zemo y otros miembros de los Maestros del Mal se ven entre los villanos cautivados que defienden la fortaleza de Krona.

### Larval Zooniverse
En la realidad de Spider-Ham, el Barón Zemo es representado como una cebra llamada Barón Zebro.

### Marvel Noir
En el universo de Marvel Noir, el Barón Zemo es uno de un grupo de nazis liderados por el Barón von Strucker para combatir repetidamente al aventurero Tony Stark en la década de 1930. Se revela que esta versión es Howard Stark químicamente lavado el cerebro por una combinación de zolpidem, etanol, clorometano y "ophentonyl", el acrónimo que forma el nombre. Strucker dice que Stark no es el primer Zemo, y que todos usan la capucha para que nadie de su vida anterior los reconozca.

### Marvel Zombies
En la serie limitada de Marvel Zombies, el Barón Helmut Zemo y su equipo de Thunderbolts son vistos atacando a Thor, quien es ayudado poco después por Nova. Zemo aparece antes de la llegada de Nova mientras Thor destruye al compañero de equipo de Zemo, Moonstone (bajo el nombre en clave, Meteorito) al destrozar la cabeza de Meteorito por completo. Su única apariencia es la de él con una máscara rasgada y los dientes y los ojos lechosos de los Marvel Zombies y proclama en voz alta "¡Meteorito!".

### Ultimate Marvel
En el universo de Ultimate Marvel, se ve al Barón Zemo abriendo las puertas a Asgard, que quiere que miles de soldados del Tercer Reich ataquen a Asgard, y también recluta Gigantes de Hielo. Sin embargo, más tarde se reveló que esta versión es en realidad Loki disfrazado.

### Marvel MAX
La versión de Helmut del Barón Zemo aparece en Deadpool MAX.

## En otros medios

### Televisión
- La versión de Heinrich Zemo del Barón Zemo aparece en la porción del Capitán América de The Marvel Super Heroes, con la voz de Gillie Fenwick.
- Ambas versiones del Barón Zemo aparecen en The Avengers: United They Stand con Heinrich Zemo teniendo un papel no hablado y Helmut Zemo expresado por Phillip Shepherd.
- La iteración de Heinrich Zemo del Barón Zemo (con elementos del personaje de Helmut Zemo) es un villano recurrente en Los Vengadores: Los Héroes más poderosos de la Tierra, con la voz de Robin Atkin Downes en un acento alemán.[18]
- La iteración de Heinrich Zemo del Barón Zemo aparece en Marvel Disk Wars: The Avengers.
- Ambas versiones del Barón Zemo aparecen en Avengers: Ultron Revolution,[19] con Helmut Zemo con la voz de David Kaye,[20] y Heinrich Zemo con la voz de Danny Jacobs.[21] El episodio "La Familia Zemo" presenta a un descendiente lejano que es de 2099.
- Daniel Brühl volverá a interpretar el papel de Helmut Zemo en la serie de Disney+ del Universo cinematográfico de Marvel (UCM), The Falcon and the Winter Soldier.

### Película
- Una versión del Barón Zemo aparece en Avengers Confidential: Black Widow & Punisher, con la voz de Eric Bauza.
- Una versión de Helmut Zemo aparece en Capitán América: Civil War, interpretado por Daniel Brühl.

### Videojuegos
El Barón Zemo aparece como jefe en los siguientes videojuegos:
- Iron Man y XO Manowar en Heavy Metal
- Marvel: Avengers Alliance

El Barón Zemo aparece como un personaje jugable en los siguientes videojuegos:
- Marvel Avengers Academy
- Lego Marvel's Avengers, con la voz de Robin Atkin Downes. El Barón Zemo aparece a través del DLC "Maestros del Mal".[22]